# Federal Agents vs. Underworld, Inc.
Federal Agents vs. Underworld, Inc. (bra O Segredo dos Túmulos) é um seriado estadunidense de 1949, gênero policial, dirigido por Fred C. Brannon, em 12 capítulos, estrelado por Kirk Alyn e Rosemary LaPlanche. Foi produzido e distribuído pela Republic Pictures, e veiculou nos cinemas estadunidenses a partir de 29 de janeiro de 1949.
Em 1966, foi editado como filme para televisão, com 100 minutos, sob o título Golden Hands of Kurigal.

## Sinopse
Nila, um criminoso de Abistahnian, e Spade Gordon, um gângster americano, conspiram para formar uma empresa subterrânea, financiada pelo tesouro de Kurigal I de Abistahn, com instruções contidas em hieróglifos escritos em duas estátuas de ouro em forma de mãos, encontrado na tumba de Kurigals. O professor responsável pela escavação dos túmulos desaparece em circunstâncias misteriosas, enquanto traduzia a escrita em uma das mãos em seu escritório americano. Uma equipe de agentes especiais do governo, liderada por David Worth e assistida por Steve Evans e Laura Keith, começa a procurar o professor e as mãos que desapareceram.

## Elenco
- Kirk Alyn … Inspetor David Worth
- Rosemary LaPlanche … Laura Keith
- Roy Barcroft … Spade Gordon
- Carol Forman … Nila
- James Dale … Agente Steve Evans
- Bruce Edwards … Prof Paul Williams
- James Craven … Prof James Clayton
- Tristram Coffin … Frank Chambers

## Produção
Federal Agents vs. Underworld, Inc. foi orçado em $156,120, porém seu custo final foi $155,807, e foi o mais barato seriado da Republic em 1949.
Foi filmado entre 6 e 27 de julho de 1948, sob o título provisório Crime Fighters vs. Underworld, Inc., e foi a produção nº 1701.

## Lançamento

### Cinema
O lançamento oficial de Federal Agents vs. Underworld, Inc. é datado de 29 de janeiro de 1949, porém essa é a data da disponibilização do 6º capítulo.

### Televisão
Federal Agents vs. Underworld, Inc. foi um dos 26 seriados da Republic a ser transformado em filme para televisão em 1966, sob o título Golden Hands of Kurigal,[carece de fontes?] numa versão de 100 minutos.

## Capítulos
1. The Golden Hands (20min)
2. The Floating Coffin/Criminals' Lair (13min 20s)[5]
3. Death in Disguise (13min 20s)
4. Fatal Evidence (13min 20s)
5. The Trapped Conspirator (13min 20s)
6. Wheels of Disaster (13min 20s)
7. The Hidden Key (13min 20s)
8. The Enemy's Mouthpiece (13min 20s)
9. The Stolen Hand (13min 20s)
10. Unmasked (13min 20s)
11. Tombs of the Ancients (13min 20s)
12. The Curse of Kurigal (13min 20s)

Fonte: